# Union nationale des acteurs et structures du développement local
L'Union nationale des acteurs et structures du développement local (UNADEL) est une association loi de 1901 française, créée en 1992, basée à Paris, actuellement présidée par Claude Grivel, et dédiée à la promotion et au soutien du développement local. 
C'est un mouvement d'éducation populaire, indépendant, qui se veut être à la fois un réseau, « espace laïc et ouvert », un « forum dédié aux acteurs de l'ingénierie et l'animation territoriales », et un « laboratoire des territoires d'avenir ». Il rassemble des personnes, des collectivités territoriales et des organisations œuvrant pour un développement territorial, local et coopératif, sensible et inclusif. Son but est d'encourager la démocratie participative, l'ingénierie territoriale et la co-construction de projets répondant aux défis contemporains, notamment les transitions écologiques, économiques, sociales et démocratiques. Ses actions incluent l'organisation d'évènements, la réalisation de diagnostics territoriaux, la production de ressources et le plaidoyer en faveur d'un développement local renforcé. 
Il participe à des initiatives comme le « Pacte du pouvoir de vivre » et anime des « écoutes territoriales », qui visent à mieux comprendre les dynamiques locales et à favoriser des coopérations efficaces. Elle s'appuie en interne sur un « Conseil Recherche et Prospective » et un « Forum permanent ».

## Historique
Créée en 1992, l'UNADEL s'inscrit dans le mouvement du développement local initié dans les années 1970 et plus largement dans les sphères du développement social, local et territorial (trois notions qui se recouvrent en partie et parfois confondues selon le sociologue Pierre-Noël Denieuil).
L'UNADEL s'est d'abord concentrée sur l'accompagnement (capacitation) des élus, citoyens et techniciens pour bâtir des « territoires d'avenir », en s'appuyant sur l'ingénierie de l'animation territoriale, sur la démocratie participative, l'intercommunalité et une gouvernance territoriale intégrée ; pour répondre aux besoins d'approches systémiques, de « transitions » et d'adaptation continue. Son approche s'est élargie aux enjeux de planification territoriale, gouvernance multi-niveaux et aux défis globaux mis en avant lors du sommet de la Terre de Rio (1992).
Pour l'UNADEL (1996), « le développement local est une démarche de dynamisation, un processus qui s'inscrit dans le temps », qui nécessite du temps et d'accorder les temps de disponibilité d'acteurs divers.
L'UNADEL a aussi travaillé, avec le « Carrefour québécois du développement local » (lui-même créé en 1987), à organiser un « Réseau mondial des acteurs du développement local durable », avec notamment les « rencontres mondiales du développement local », crées en 1998 par l'UNADEL et le Carrefour québécois du développement local rassemblant 850 acteurs qui ont à cette occasion publié la « Déclaration de Sherbrooke » qui reconnaît 5 défis à relever : 
1. la satisfaction des besoins ;
2. l'économie, l'entrepreneuriat et l'emploi ;
3. la revitalisation des liens sociaux ;
4. la participation, la démocratie et la reconnaissance ;
5. l'arrimage local-mondial.

En 1997, l'UNADEL organise « les Journées de Carcassonne », sur le développement local, alors que l'Inter-réseaux de l'économie solidaire (IRES) prend forme, préfigurant la création du MES. L'UNADEL commence à être reconnue au niveau national.
L'UNADEL et le MES ont ensuite collaboré, dont via leurs réseaux régionaux, comme l'IDELIF (réseau UNADEL en Île-de-France) et le CESIF (Collectif pour l'économie solidaire en Île-de-France). Des échanges ont aussi eu lieu avec le Réseau des collectivités territoriales pour une économie solidaire (RTES), renforçant les synergies entre ces différents acteurs.
À partir de l'automne 2015, l'UNADEL, a piloté un travail d'enquête et de recueil de témoignages sur les démarches locales fondées sur des « objectifs de transition », souvent d'institutionnalisation à travers divers dispositifs (Agendas 21, Plans Climat, démarche TEPOS, dispositif TEPCV, etc.). Ce recueil se fait lors de rencontres dites « écoutes territoriales », avec accompagnement d'un Bureau d'étude spécialisé (Territoires Conseils). Lors de ces rencontres on observe, note johan-milian (chercheur au Laboratoire « Dynamiques Sociales et Recomposition des Espaces », un « mouvement de balancier et de frottement entre des logiques bottom up et top dow ».

## Statut, objet, missions et objectifs
L'UNADEL est une « association loi 1901 », à but non lucratif. 

### Objet de l'association
Selon les statuts de L'UNADEL, elle s'est donné pour objet de promouvoir le développement local, renforcer son ancrage et sa reconnaissance auprès des acteurs territoriaux. Elle rassemble et met en réseau collectivités, associations, citoyens et experts pour favoriser les projets locaux. 
Elle encourage l'implication citoyenne, notamment des jeunes, en mobilisant les ressources locales et en valorisant l'intelligence collective. Son action s'inscrit dans la poursuite de la décentralisation, en renforçant la gouvernance participative et la démocratie locale.
L'UNADEL agit aussi pour la reconnaissance du développement local dans les politiques publiques à toutes les échelles, et intègre donc une dimension internationale, au niveau européen et mondial.

### Missions
L'UNADEL, selon ses statuts à l'interface entre les services des pouvoirs publics locaux et des citoyens, en tant que mouvement d'éducation populaire se donne un rôle fédérateur, décliné comme suit :
1. - « Promouvoir et diffuser la culture du développement local auprès des citoyens, de l'État, des collectivités locales, des organisations de toute nature qui peuvent apporter leur appui à ce mouvement »[8] ;
2. - « Produire et mutualiser des ressources autour des pratiques et des enjeux du développement local (économie locale, services aux populations, transitions…), de l'ingénierie territoriale et des territoires de projets »[8] ;
3. - « Construire des alliances stratégiques et des coopérations d'action »[8] ;
4. - « Accompagner et former (citoyens et acteurs) aux pratiques participatives et coopératives[8] ;
5. - « Amplifier l'interconnaissance des acteurs et territoires du développement local et co-construire des propositions communes à l'attention des pouvoirs publics »[8] ;
6. - « Développer le mouvement et appuyer la structuration du réseau du développement local aux différentes échelles territoriales »[8] ;
7. - « Établir des relations avec les structures fédérant le développement local en Europe et à l'international »[8].

Pour cela, elle peut organiser ou co-organiser des évènements permettant les échanges entre acteurs du développement (mise en réseau…) et d'engager les acteurs dans diverses alliances pour promouvoir les valeurs et ambitions du développement local (transitions sociales, écologiques et démocratiques, justes et inclusives…). 
Et elle cherche à fédérer et mettre en réseau des individus, des collectivités territoriales et des organisations engagées dans un développement local inclusif, « ouvert, respectueux de l'humain et de la planète », fondé sur des valeurs et une philosophie humaniste, affirmant que l'« avoir plus » n'a de sens que s'il est déterminé par l'« être mieux », privilégiant ainsi la qualité de l'être et de son environnement. Elle insiste sur le respect, l'égalité et la solidarité, y compris l'égalité entre les genres, comme principes fondamentaux. 
Elle promeut « une démocratie renouvelée et revivifiée », fondée sur la reconnaissance de la souveraineté des peuples, la valorisation de la citoyenneté par la participation et l'articulation effective entre participation et représentation (bonne gouvernance). 
L'UNADEL plaide pour les complémentarités, la collaboration et l'équité plutôt que la concurrence entre individus et territoires (quelle que soit leur échelle). Elle plaide pour la reconnaissance du développement local dans les politiques publiques à tous les niveaux (européen et mondial y compris).
Les statuts de l'association, comme ses rapports d'activités insistent sur l'éthique, la « philosophie humaniste », l'« égalité et la solidarité », et sur la nécessité de « promouvoir une démarche pour une démocratie renouvelée », dont en défendant la complémentarité plutôt que la concurrence et une démocratie renouvelée. 
L'UNADEL s'affirme aussi comme acteur normatif, proposant de contribuer aux cadres philosophique, législatif et politique du développement local.
Enfin, elle promeut et soutient les « conseils de développement», au sein des Pays et des Agglomérations depuis 1999, en tant qu'ils peuvent renforcer les structures démocratiques locales.

### Gouvernance
La composition du Conseil d'administration, et de ses collèges, assure que les diverses perspectives de ses membres (structures territoriales, structures d'appui, individus) sont intégrées dans la prise de décision, de manière à garantir la légitimité de l'association. 
Une structure de gouvernance à plusieurs niveaux vise à concilier la représentation démocratique de l'association à un travail de veille et prospective stratégiques : en complément du Conseil d'Administration et du Bureau, et conformément à sa Charte, l'UNADEL s'appuie sur trois autres organes pour mettre en œuvre ses orientations :
- Un Conseil « Recherche et Prospective du développement local, durable, participatif » : ses membres, volontaires, y mènent des travaux de prospective, de recherche et de réflexion déontologique et politique, sur le développement local. Il assure une veille permanente sur les questions de développement local/durable/participatif aux niveaux local, national, européen et international. Il élabore, développe et vulgarise des concepts, des outils d'analyse, d'étude, méthodologiques, de suivi/évaluation et de prospective pour les élus, professionnels et associatifs[14].

- Le Forum permanent des acteurs du développement des territoires : décrit comme le « Cœur de projet » de l'UNADEL, c'est un lieu de rencontres et d'échanges entre divers types d'acteurs du développement (adhérents, personnes physiques et représentants de personnes morales). Il facilite l'émergence et l'échange de problématiques liées au développement local, durable, participatif et solidaire au niveau national, dont via le site internet et des séminaires. Il développe ou entretient les contacts avec les réseaux internationaux et les institutions nationales et européennes[14].

- Les Plateformes : Ce sont des espaces d'intermédiation, mis en place en fonction des problématiques identifiées, à partir des échanges du Forum. Elles rassemble des acteurs sociaux aux statuts hétérogènes, chacun intervenant en son nom personnel et mettant ses ressources à disposition pour la réalisation d'un projet commun, qui est l'amélioration ou la création d'un bien commun explicite. Leur travail se fait sur une durée assez longue avec une animation par une institution ou une personne missionnée. La plateforme est un outil de recherche-action favorisant l'émergence de propositions innovantes[14].

## Activités et initiatives clés
L'UNADEL organise et participe à diverses activités et initiatives clés qui incarnent ses missions d'accompagnement, de mutualisation des ressources, d'organisation d'évènements et de plaidoyer.

### Écoutes Territoriales
Ce projet continu, initié en 2014, soutenu par l'Agence nationale de la cohésion des territoires (ANCT) est une méthode d'enquête et de recueil de témoignages qui éclaire la gouvernance territoriale des transitions. À titre d'exemple, en 2023, le thème était « Habiter, travailler et agir ensemble à l'heure des transitions », et il a impliqué quatre territoires volontaires : la Communauté de Communes de Puisaye-Forterre, le PETR Sud Lozère, la Communauté de Communes du Pays de Fayence et Valenciennes Métropole. 140 acteurs dans ces territoires y ont été écoutés par 20 « écoutants » et 4 experts associés, en incluant 
Une synthèse des écoutes territoriales 2023 a été réalisée par l'Institut d'Urbanisme et de Géographie (Université de Grenoble). Cette initiative permet une forme d'« empathie territoriale » entre acteurs locaux , essentielle pour comprendre les réalités de terrain. Un appel à manifestation d'intérêt (AMI) lance chaque période d'écoute,.

### Carrefour des métiers du développement territorial
Cette initiative vise à accompagner et faire évoluer, dans l'ingénierie territoriale les métiers facilitateurs des transitions écologiques et sociale et du développement local, en favorisant les échanges et l'expérimentation de nouvelles pratiques. 

### Rentrée du développement local
Il s'agit d'un temps rassemblant à l'automne plus d'une vingtaine de structures du développement local, avec programmation commune de 24 évènements,.

### Journées des Territoires, jeudis du Développement local
Ce sont des temps de rencontres, d'échanges inter-réseaux entre acteurs des territoires et de « communauté apprenante ». Les « Jeudis du Développement Local » sont des visioconférences mensuelles (lancées lors du premier confinement de 2020) sur des sujets tels que le tourisme, la culture, les transitions et le lien entre élus et citoyens.

### Contribution globale au développement local
L'UNADEL se définit comme un « espace laïc et ouvert », une « association d'éducation populaire », et un pôle de « ressources, de productions, d'échanges et de formation » concernant les pratiques de développement local, les approches participatives, l'ingénierie territoriale et les territoires de projets.
Elle cherche à « décloisonner », favoriser la « coopération entre acteurs », et promouvoir la « co-construction des politiques et des projets », dans le but que les territoires soient des agents actifs de la transformation écologique, économique, sociale et démocratique. 
L'UNADEL est impliquée dans plusieurs collectifs où elle agit comme force de proposition, et notamment dans le « Pacte du Pouvoir de Vivre » (qui regroupe plus de 60 organisations), « La Fabrique des Transitions » et le « Parlement Rural Français ». L'association anime aussi des réseaux régionaux tels que « Territoires & Citoyens en Occitanie (TCO) » et « Citoyens & Territoires Grand-Est (C&T) » et un réseau émergeant en région Sud PACA.